# 強震即時警報

交通部中央氣象署的強震即時警報系統

強震即時警報（英語：Earthquake Early Warning），又稱地震預警、地震速報，是臺灣在地震發生後發布的警報，針對部分地區利用地震波傳遞速度的差異，在較具威脅性但速度較慢的S波、表面波到達前，透過電腦軟體、行動應用程式、災防告警系統、電視台等方式預先通報，以爭取數秒到數十秒的預警時間。:12014到2018年交通部中央氣象局（現交通部中央氣象署）總共對314個地震發布強震即時警報，臺灣島內地震平均在地震發生後17.3秒對外發布警報。:102

## 原理
地震發生時，地震的能量藉由地震波傳遞，地震波根據振動方式分為P波、S波與表面波，P波傳遞速度約為每秒6到7公里，S波傳遞速度約為每秒3到4公里，表面波傳遞速度則小於S波。S波的振幅通常較P波大，且S波的水平向振動對房屋結構較具破壞性（表面波因包含較多水平向長週期能量也會影響結構物），因此S波的破壞性較P波強。透過傳遞速度較快而先抵達的P波預估破壞性較強的S波的振動大小，並在S波抵達前發出警報，爭取數秒到數十秒的預警時間，愈靠近震央的地區預警時間愈短。:6

## 類型

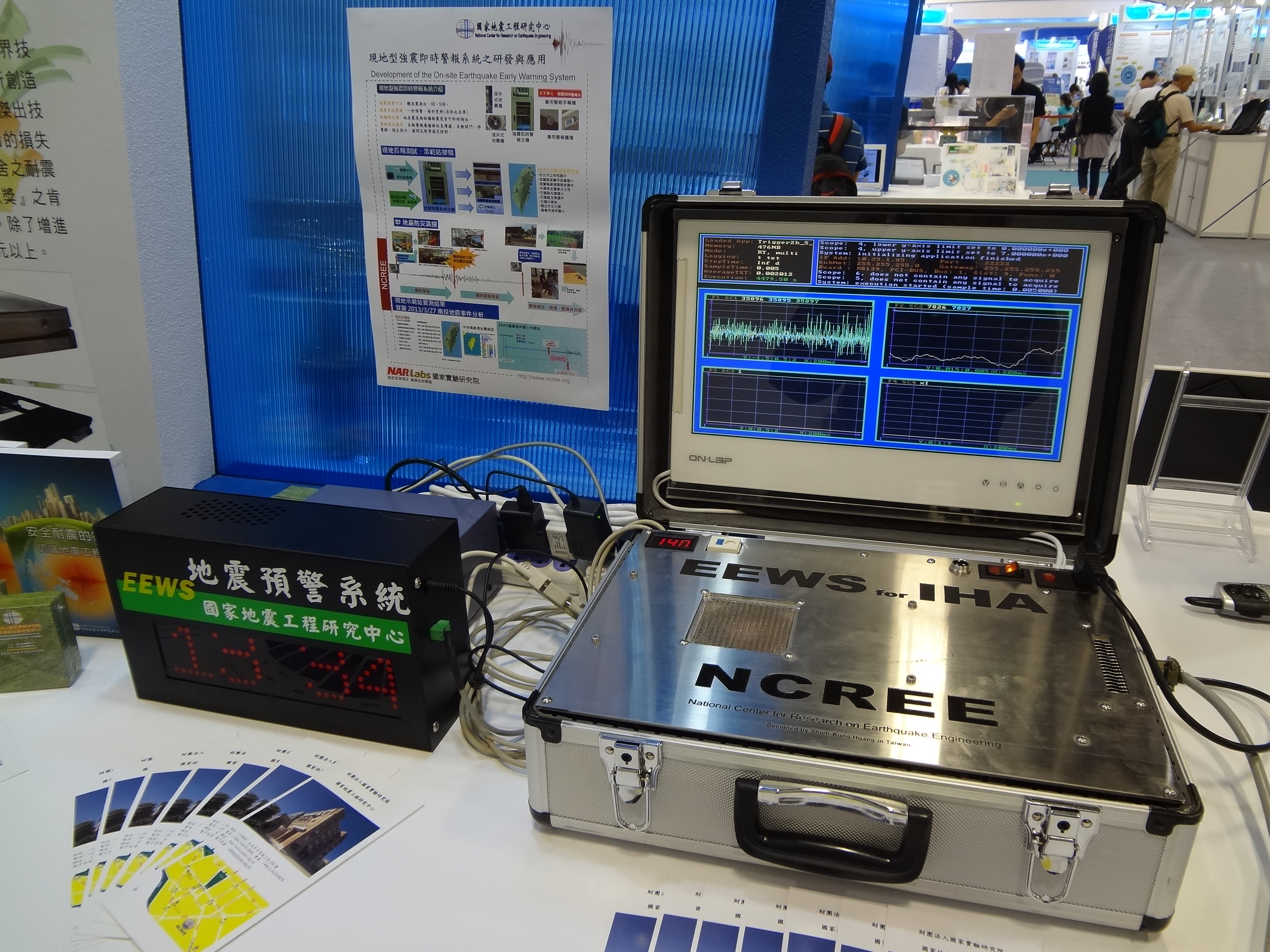
國家地震工程研究中心於2013年台北國際發明暨技術交易展展示的現地型強震即時警報系統

強震即時警報可分為區域型（或稱前端偵測型）、現地型與複合型:30。區域型（前端偵測型）是在地震發生後，利用震央附近的地震站所觀測到的地震波，快速計算出地震規模、震央位置與震源深度，並以此預估各地區的震度與地震波到達的時間，再利用快速通訊技術通知各地區。區域型採用較多地震站的資料，需要較長的時間才能完成計算，但精確度較高，適用於距離震央較遠的地區，交通部中央氣象署所發展的強震即時警報系統即屬於區域型。現地型是利用P波的振動值，預估之後到達的S波的振動大小，並對當地提出警告。現地型採用單一或少數幾個地震站的資料，較區域型快完成運算，在接近震央地區有較快速的預警，但精確度較低，適用於距離震央較近的地區，國家地震工程研究中心即致力於現地型強震即時警報系統的研發。複合型是結合區域型與現地型:30，具有兩者的優點，速度較快且較精準，發展單位有國家地震工程研究中心、三聯科技股份有限公司等。

## 歷史
臺灣地震預警系統設計的動機是1986年11月15日花蓮地震，芮氏規模為6.8级，此次地震主要的災情發生在距離震央120公里外的臺北地區，S波傳遞至少需30秒。1994年中央氣象局在花蓮裝設地震預警的雛形系統，1998年停止監測，測試結果為對於花蓮地區的地震，平均可在地震發生後20秒得到震央位置與地震規模，震央位置誤差平均為22公里，地震規模誤差為0.7级。:142001年中央氣象局開始進行強震即時警報成效的測試。2004年中央氣象局開始執行「強地動觀測第三期計畫－發展強震即時警報系統」，在2009年完成計畫時已將地震測報所需時間縮短至30秒內。2008年國家實驗研究院所屬國家災害防救科技中心、國家地震工程研究中心及國家高速網路與計算中心開始與中央氣象局合作研發強震即時警報系統。
2011年國家地震工程研究中心公開發表現地型強震即時警報系統。2013年中央氣象局完成開發強震即時警報接收軟體並開始安裝於臺灣中小學:21，2014年中央氣象局開始全面對中小學發布強震即時警報，截至2014年9月，已安裝接收軟體的學校數量為3500所以上。2014年國家地震工程研究中心開始與中華民國教育部及中華民國科技部合作在中小學建置地震預警系統。2014年中央氣象局與企業合作，推出強震即時警報行動應用程式（app）提供大眾使用。2014年12月18日國家地震工程研究中心和中興保全公司共同發表「地震預警服務」，截至2016年12月，有多所中小學與科技廠商採用。
2016年5月3日中華民國行政院表示災防告警細胞廣播訊息系統（又稱災防告警系統）加入中央氣象局的地震資訊，自即日起開始透過手機提供地震速報與地震報告的訊息；5月4日中央氣象局說明災防告警系統於5月起與地震速報系統介接先行營運測試；5月6日花蓮縣近海發生芮氏規模4.7级的地震，災防告警系統首次發送地震報告；5月12日宜蘭縣外海發生芮氏規模5.8级的地震，災防告警系統首次發送地震速報；5月31日臺灣東北部海域發生芮氏規模7.2级的地震，災防告警系統第二次發送地震速報。2016年8月23日中央氣象局與東森電視合作，自即日起開始透過電視提供地震速報的訊息；9月1日宜蘭縣外海發生芮氏規模4.8级的地震，東森電視的東森新聞台首次推播地震速報。
2017年7月31日中央氣象局舉辦「強震即時警報發布條件調整說明會」；2018年1月中央氣象局調整強震即時警報發布條件，將地震規模4.5级以上調整為地震規模4.5级以上且預估有縣市政府所在地的震度達到3級以上。2020年4月6日中央氣象局提升強震即時警報系統效能，臺灣島內或近海的地震可加速至地震發生後10秒完成計算並發布。2021年5月1日中央氣象局調整災防告警系統發布條件，統一針對預估震度達到4級以上的縣市發送地震速報。2022年1月1日中央氣象局調整災防告警系統預估震度的參考點，除原縣市政府所在地外新增25個參考位置。2024年9月1日中央氣象署新增災防告警系統發布條件，在偵測到地震規模6.5级以上，透過此系統針對預估震度達到3級以上的縣市傳送地震速報。2025年1月21日嘉義縣大埔鄉發生芮氏規模6.4级的地震，為首次適用災防告警系統更新發布條件後的地震。

## 作業流程
中央氣象署強震即時警報系統的作業流程分為觸發偵測、地震定位與發布決定三步驟。首先中央氣象署將地震儀資料傳到中心站的電腦，利用地動振幅變化量與背景雜訊的比值進行地震的觸發偵測，超過門檻時即為觸發狀態，當觸發測站超過5個時，地震觸發成立，紀錄觸發測站的P波到時與位移振幅。接著利用P波到時計算地震發生時間、震央位置與震源深度，地震規模則利用P波振幅計算，隨著測站資料傳回電腦持續計算與更新，當達到發布條件時即對外發布。:2-3發布後持續計算，若計算出的地震規模與原先相差0.5级以上或震央位置與原先相差20公里以上時發布更正報。:4中央氣象署發布檔案的格式為XML，內含地震發生時間、地震位置、地震規模等地震震源參數，接收端收到後利用最大地動加速度衰減公式與地震波傳遞速度，預估震度與地震波到時。:3
國家地震工程研究中心校園地震預警系統的站點分為主站與副站，主站利用強震儀偵測振動訊號，將訊號傳到主機運算，判斷是否發出警報，警報透過廣播系統發布，主機並將警報傳到附近的副站（距離主站約20－30公里內），副站接收到警報後利用廣播系統發布。:17-18國家地震工程研究中心校園地震預警系統亦可整合中央氣象署的區域型強震即時警報系統，以適用不同震央距的情況。:23

## 傳播形式

### 電腦軟體
地震速報訊息是中央氣象署推出的電腦軟體，提供學校、消防、軍方等單位使用，:68此軟體在接收到中央氣象署伺服器發送的警報，快速計算預估震度與S波抵達時間後跳出視窗，顯示所在地的預估震度、S波抵達剩餘時間，並播放警示音。地牛Wake Up!是個人開發的電腦軟體，提供一般民眾下載使用，此軟體在接收到強震即時警報後，顯示所在地的地震波到達剩餘時間、預估震度、震央位置等地震訊息，並播放語音。

### 行動應用程式
中央氣象署與民間廠商共同開發出數個強震即時警報行動應用程式，提供民眾免費下載，2016年7月中央氣象局推出自行開發的行動應用程式，提供強震即時警報、地震報告、海嘯資訊等服務。這些程式利用網路接收中央氣象署傳送的強震即時警報，顯示震波到達剩餘時間、地震規模、預估震度等地震訊息，並以推播、聲音、震動等方式提醒使用者。

### 災防告警細胞廣播訊息系統
災防告警細胞廣播訊息系統是臺灣利用細胞廣播技術，在短時間內大量傳送地震速報、土石流警戒、公路封閉等防災警示訊息到手機，即時通知民眾的系統。根據臺灣電信業者的測試，訊息從電信業者傳到手機約需要2到10秒。中央氣象署透過此系統在偵測到地震規模5.0级以上，針對預估震度達到4級以上的縣市，或偵測到地震規模6.5级以上，針對預估震度達到3級以上的縣市發送地震速報，接收到訊息時手機會強制發出警報音效與自動跳出警告文字。

### 電視台
中央氣象署與電視媒體合作，透過電視推播地震、海嘯、大雷雨等警示訊息，截至2023年底，合作電視台共12家。當中央氣象署偵測到地震規模5.0级以上且預估有縣市政府所在地的震度達到3級以上時，即透過網路傳送警報至電視台，由業者將地震訊息插播至節目畫面。:70

## 發布情形

### 中央氣象署
在2014到2020年，中央氣象局的強震即時警報系統對發生於臺灣島內或臺灣近海的地震，可在地震發生後20秒內對外發布警報，對距離震央70公里以外的地區提供預警，:43:44:45:46:51:53:532021年後則可在地震發生後10－15秒內對外發布警報，對距離震央35－55公里以外的地區提供預警。:55:54以2014年5月21日花蓮鳳林地震為例，當日上午8點21分14.0秒，花蓮縣鳳林鎮發生芮氏規模5.9级的地震，地震發生後15.4秒，中央氣象局的強震即時警報系統完成初步地震資訊之定位，並透過電腦軟體「地震速報訊息」通報各縣市消防局、氣象站與中小學；地震發生後3分42秒，中央氣象局完成地震報告並對外發布。:49此次地震中央氣象局的強震即時警報總計傳送至2703部電腦共花費0.482秒:9，震央位置誤差為2.4公里，地震規模誤差為0.1级，距離震央約50公里以外的地區有數秒到數十秒的預警時間，分別為臺中都會區、嘉義都會區約10秒，臺北都會區、臺南都會區約20秒，高雄都會區約30秒。:46中央氣象局在2016年透過災防告警細胞廣播訊息系統發送6次地震速報，2017年發送4次地震速報，2018年發送23次地震速報，2019年發送10次地震速報，2020年發送11次地震速報，2021年發送34次地震速報，2022年發送41次地震速報，2023年發送13次地震速報。
| 年度 | 發布個數 | 島內發布 平均時間（秒） | 島外發布 平均時間（秒） | 島內震央位置 誤差平均值（公里） | 島外震央位置 誤差平均值（公里） | 島內 | 島外 |
| ---- | -------- | ----------------------- | ----------------------- | ------------------------------- | ------------------------------- | ---- | ---- |
| 2014 | 37       | 16.0                    | 26.0                    | 3.9                             | 20.3                            | 0.3  | 0.3  |
| 2015 | 67       | 17.9                    | 26.6                    | 4.5                             | 21.8                            | 0.2  | 0.3  |
| 2016 | 67       | 18.6                    | 26.0                    | 5.2                             | 20.4                            | 0.3  | 0.4  |
| 2017 | 56       | 15.4                    | 33.1                    | 2.5                             | 46.1                            | 0.2  | 0.4  |
| 2018 | 87       | 18.8                    | 22.6                    | 5.3                             | 5.8                             | 0.2  | 0.2  |
| 平均 |          | 17.3                    | 26.8                    | 4.3                             | 22.9                            | 0.2  | 0.3  |

| 年度 | 發布個數 | 島內震央位置 誤差平均值（公里） | 島外震央位置 誤差平均值（公里） | 震央位置 誤差平均值（公里） |      |
| ---- | -------- | ------------------------------- | ------------------------------- | --------------------------- | ---- |
| 2019 | 37       | 4.86                            | 25.58                           | 12.7                        | 0.21 |
| 2020 | 37       | 2.9                             | 20.4                            | 13.3                        | 0.3  |
| 2021 | 57       | 6.6                             | 25.5                            | 15.9                        | 0.4  |
| 2022 | 118      | 5.9                             | 39.6                            | 22.5                        | 0.4  |
| 2023 | 57       | 4.4                             | 29.4                            | 17.7                        | 0.4  |

### 國家地震工程研究中心
國家地震工程研究中心在學校建置現地型地震預警系統，另有接收上述主站預警訊息的副站，:19、91截至2018年12月，已有21個主站、3419個副站。以2015年2月14日臺東外海地震為例，當日上午4點6分31.8秒，臺東縣外海發生芮氏規模6.3级的地震，各個站點距離此次地震的震央約83到230公里，現地型系統可提供18到30秒的預警時間。:39

### 綜合
2016年2月6日上午3點57分27.2秒，高雄市美濃區發生芮氏規模6.4级的地震，地震發生後約12.6秒，中央氣象局發布強震即時警報；地震發生後7分12秒，中央氣象局發布正式地震報告。此次地震中央氣象局的強震即時警報總計傳送至1096部電腦共花費0.127秒，:2-3各縣市學校接收比率為6.8%到49.3%，震央位置誤差為5.66公里，地震規模誤差為0.3级，距離震央50公里內的屏東、高雄與臺南地區幾乎沒有預警時間，嘉義以北的地區有5秒以上的預警時間，臺北地區有49秒的預警時間:66，各縣市政府（不含金門縣政府、連江縣政府）所在地有0到52.3秒的預警時間，預估震度為1到5級。:4國家地震工程研究中心的校園地震預警系統（現地型）在這次地震於所設站點可提供3.8到32.8秒的預警時間，距離震央70公里內的站點可提供3.8到10.4秒的預警時間。:36、80
2018年2月6日下午11點50分42.6秒，花蓮縣近海發生芮氏規模6.0级的地震，地震發生後約17秒，中央氣象局發布強震即時警報；地震發生後5分25秒，中央氣象局發布正式地震報告；:11-12下午11點51分2秒中央氣象局透過災防告警細胞廣播訊息系統發送地震速報，發送區域為花蓮縣、宜蘭縣、新北市、臺北市；下午11點51分3秒電視台插播地震速報訊息:44。此次地震中央氣象局的強震即時警報傳送至2934部電腦共花費0.141秒，各縣市學校接收比率為30.3%到81.2%:14，各縣市政府（不含金門縣政府、連江縣政府）所在地有0到39.7秒的預警時間，預估震度為2到5級。:8-9國家地震工程研究中心的現地型地震預警系統在這次地震於所設站點可提供0到20.9秒的預警時間:3-4。中央氣象局的預警盲區半徑約為55公里，國家地震工程研究中心的預警盲區半徑約為23公里。:9
2022年9月18日下午2點44分15秒，臺東縣池上鄉發生芮氏規模6.8级的地震，地震發生後10秒，中央氣象局透過災防告警系統及電視台發送地震速報；地震發生後10秒，中央氣象局透過網路發送地震速報至學校、公共運輸、救災等單位；地震發生後5分39秒，中央氣象局發布正式地震報告。此次地震中央氣象局的強震即時警報於各縣市政府所在地有1.45到65.41秒的預警時間，預估震度為1到4級。國家地震工程研究中心的複合型地震預警系統於下午2點44分20.2秒發出第一報，下午2點44分28.4秒收到中央氣象局的地震速報並對外發出警報。此次地震國家地震工程研究中心的現地型地震預警主站有27個達到發布門檻，近震央區有4到20秒的預警時間。

## 應用與合作
強震即時警報可應用於民眾緊急避難應變、高速交通工具及時減速、電梯自動停止、瓦斯管線自動關閉等防災措施:14。截至2019年，臺灣有4300個以上的學校、交通主管機關與防救災單位已安裝強震即時警報接收軟體，以學校而言，在接收到強震即時警報後，可利用廣播、電子看板等方式發出警報，進行疏散或就地庇護。:82014年有9個單位（學術單位和民間廠商）與中央氣象局地震測報中心簽訂「合作推動地震資訊傳遞服務契約」，提供強震即時警報傳遞服務與開發相關應用，包括警報廣播、地震警報器、行動應用程式等，:47截至2023年合計有21個單位與中央氣象署簽訂合作契約:58-59。國家地震工程研究中心亦與中華民國科技部、中華民國教育部及民間業者合作建置現地型地震預警系統，此系統配合演練與自動化控制，可降低傷亡與損失。

## 侷限

### 預警盲區
由於強震即時警報系統需要收錄震央附近的地震波資料，且資料處理、通訊系統傳輸需要一定時間，此段時間內地震波仍持續傳播，所以接近震央的地區接收到警報時，S波可能已經到達，無法做出預警，這些沒有預警時間的地區稱為預警盲區。區域型強震即時警報系統以發生於臺灣內陸的地震而言，平均約需要18到20秒才能發出警報，預警盲區為距離震央50－70公里以內。:5臺灣島的南北長約400公里，東西寬約150公里，以區域型系統而言，若大地震發生於島內，臺灣會有大範圍在盲區內，這些區域由於近震央，地震動強、災害嚴重。:8以921大地震的重災區為例，距離震央在100公里以內，區域型系統的預警時間不到10秒。:38現地型強震即時警報系統的預警盲區為距離震央20－30公里以內。以921大地震為例，現地型系統可以分別為臺中縣大里市（今臺中市大里區）、新竹科學園區、臺北市大安區爭取7、17、27秒的預警時間，:6分別距離震央43、105、152公里。

### 誤報與漏報
若短時間內地震連續發生，會影響強震即時警報的精確度，可能造成遺漏或誤報。測站背景雜訊、人為干擾、通訊品質不佳等因素也可能造成誤報，例如因為落雷或監測儀器不正常運作而在沒有發生地震時發布警報。2016年11月12日上午11點30分左右，國家地震工程研究中心於嘉義30所中小學設置的地震預警系統在無地震的情況下發布警報，原因為港坪國小的跑道施工，重機具輾壓造成振動，觸發警報系統並傳到其他學校所造成。中央氣象局的強震即時警報系統在2018年2月花蓮地震序列中，2月4日下午9點56分41秒芮氏規模5.8级地震發生後1分鐘的芮氏規模5.1级地震漏發，2月6日下午11點50分42秒芮氏規模6.0级地震發生後3分鐘的芮氏規模5.0级地震漏發。:21-242022年9月18日下午8點44分，臺南市及臺東縣分別發生地震，時間相差不到1秒，導致強震即時警報系統將兩起地震判斷為同一起，產生誤報。

### 連線問題
大地震發生時，電力、通訊可能中斷，造成觀測、計算與通訊系統無法正常運作，導致強震即時警報系統無法運作或產生更大誤差。在強震即時警報行動應用程式方面，接收訊息會受到開發者的技術能力、手機是否上線、網路是否暢通、距離震央遠近等影響。2016年4月28日前後臺灣東部發生數十起地震，有民眾反映程式失效，收不到訊息。2020年10月7日有行動應用程式廠商於系統升級時，發出921大地震的警報。在災防告警細胞廣播訊息系統方面，接收訊息會受到電信業者的技術、手機型號（是否符合規範）的影響。:69

### 實際應用
2015年4月20日中央研究院提出《大規模地震災害防治策略建議書》，建議書中提到臺灣「未能充分運用即時預警資訊，及早應變」，臺灣在強震即時警報系統的研究並不比日本的緊急地震速報系統差，但是在實際應用上大幅落後，主要原因為「災害型地震之差異」、「法規與政策」與「產學落差」。在地震訊息傳遞合作方面，2016年中央氣象局曾經以地震訊息傳遞影響很大為由，表示合作契約僅與機關或公司單位簽署，個人開發者無法簽署。電腦軟體「地牛Wake Up!」由個人開發，2018年開發者曾經表示中央氣象局不接受授權申請，無法直接取得強震即時警報，2022年中央氣象局開放個人合作簽約，地牛Wake Up!已成為合作對象之一。

## 備註
1. ↑  國家災害防救科技中心負責系統的推動，國家地震工程研究中心負責技術的研發，國家高速網路與計算中心負責通訊管道的評估及規劃[16]
2. ↑  地震報告自2018年5月15日起停止透過災防告警細胞廣播訊息系統發送[26]
3. ↑  經驗關係式為{\displaystyle M_{Pd}=5.000+1.102\times \log _{10}(P_{d})+1.737\times \log _{10}(r)}，{\displaystyle M_{Pd}}是警報使用的地震規模，{\displaystyle P_{d}}是P波垂直向位移的最大振幅（公分），{\displaystyle r}是震源距離（公里）
4. ↑  對外發布的警報採用強震即時警報系統產生的第三報，第一報、第二報不採用[41]
5. ↑  公式為{\displaystyle PGA=1.657\times {e^{1.533\times {M}}}\times {r^{-1.607}}\times {S_{i}}}，{\displaystyle PGA}是最大地動加速度，{\displaystyle M}是地震規模，{\displaystyle r}是震源距離，{\displaystyle S_{i}}是場址效應
6. ↑  震度4級門檻為25gal，中央氣象署為納入誤差值，調降為22.5gal。[54]
7. ↑  中央氣象局於2016年3月修改為芮氏規模6.6级[74]
8. ↑  中央氣象局後續修改為芮氏規模6.26级[80]

## 外部連結
- 地震速報 （页面存档备份，存于）  中央氣象署地震測報中心（繁體中文）
- YouTube上的地震動接近孩子之前，絕不放棄任何一秒的機會～氣象局強震即時警報！（繁體中文）
- YouTube上的系列15_鄉民讓你秒懂什麼是地震預警（繁體中文）